# Disney Princess Palace Pets
Palace Pets (também nomeada Disney Princess Palace Pets) foi uma franquia da Walt Disney Company, formada em 26 de setembro de 2013.  Esta franquia apresenta os animais de estimação das Princesas Disney, criados exclusivamente para esta marca.

## História
Inspirado pelo amor que as Princesas da Disney tem pelos animais, Disney desenvolveu uma franquia aonde cada princesa pudesse ter vários animais de estimação. Em julho de 2013, um aplicativo para iOS foi lançado pela Disney Publishing Worldwide. Nele, as crianças podem cuidar de os animais e ainda descobrir como as crianças conheceram eles. Em sete semanas, o aplicativo já tinha atingido mais de 1 milhão de downloads.  Em 26 de setembro de 2013, Disney lançou uma linha de brinquedos pela Blip Toys com figuras e bichos de pelúcia. Inicialmente foram lançados Pumpkin, o cachorro de Cinderela, Beauty, a gatinha de Aurora, Berry, a coelha de Branca de Neve, Teacup, a cachorra de Bela e Treasure, a gatinha de Ariel.  

## Whisker Haven Reino dos Pets
Em 2015, a franquia ganhou uma série de curtas animados chamada "Whisker Haven Tales", aonde apresenta os animais de estimação das Princesas Disney em um mundo chamado Whisker Haven.  Em junho, um novo aplicativo para iOS inspirado no show foi liberado. 
Nesta série, os Palace Pets atravessam portais de seus reinos encantados para ir a Whisker Haven, um reino distante, aonde vive a Sra. Featherbon, uma beija-flor, guardiã de Whisker Haven. 

## Membros
Na franquia, Branca de Neve, Cinderela, Aurora, Ariel, Bela, Jasmine, Pocahontas, Mulan, Tiana e Rapunzel ganharam seus respectivos animais de estimação, enquanto outras integrantes da franquia das princesas como Merida, Moana e Raya não ganharam nenhum animal de estimação na franquia. 
Um protótipo de um brinquedo para um cachorro chamado Slingshot chegou a ser anunciado como o primeiro animal de estimação de Merida para compor a franquia, porém nunca foi lançado oficialmente. Anna e Elsa, da franquia de Frozen, foram cogitadas para terem seus respectivos animais de estimação para a franquia, porém o esboço da raposa Skyla (pertencente a Elsa) nunca foi concluído, enquanto nenhum animal foi projetado para Anna. Moana e Raya não chegaram a ganharem nenhum protótipo de animal por seus respectivos filmes terem sidos lançados posteriormente após a descontinuação da franquia.
| Nome           | Espécie            | Dona           |
| -------------- | ------------------ | -------------- |
| Berry          | Coelho             | Branca de Neve |
| Sweetie        | Pônei              | Branca de Neve |
| Muffin         | Cachorro           | Branca de Neve |
| Honeycake      | Gato               | Branca de Neve |
| Thistleblossom | Ouriço             | Branca de Neve |
| Madame Hamilot | Hamster            | Branca de Neve |
| Pumpkin        | Cachorro           | Cinderela      |
| Bibbidy        | Pônei              | Cinderela      |
| Slipper        | Gato               | Cinderela      |
| Brie           | Rato               | Cinderela      |
| Midnight       | Gato-selvagem      | Cinderela      |
| La Grande      | Cachorro           | Cinderela      |
| Beauty         | Gato               | Aurora         |
| Bloom          | Pônei              | Aurora         |
| Nuzzles        | Raposa             | Aurora         |
| Fern           | Coruja             | Aurora         |
| Macaron        | Cachorro           | Aurora         |
| Ash            | Dragão             | Aurora         |
| Chipper        | Tâmia              | Aurora         |
| Duchess        | Gato               | Aurora         |
| Treasure       | Gato               | Ariel          |
| Seashell       | Pônei              | Ariel          |
| Matey          | Cachorro           | Ariel          |
| Sandy Pearl    | Foca               | Ariel          |
| Otto           | Lontra-marinha     | Ariel          |
| Waddles        | Papagaio-do-mar    | Ariel          |
| Teacup         | Cachorro           | Bela           |
| Petite         | Pônei              | Bela           |
| Rouge          | Gato               | Bela           |
| Booksy         | Coelho             | Bela           |
| Page           | Ovelha             | Bela           |
| Lacey          | Cachorro           | Bela           |
| Sultan         | Tigre              | Jasmine        |
| Lapis          | Pônei              | Jasmine        |
| Taj            | Elefante           | Jasmine        |
| Nyle           | Macaco             | Jasmine        |
| Stripes        | Zebra              | Jasmine        |
| Nola           | Hipopótamo         | Jasmine        |
| Sandstorm      | Leopardo           | Jasmine        |
| Suzani         | Cachorro           | Jasmine        |
| Windflower     | Guaxinim           | Pocahontas     |
| Brook          | Pônei              | Pocahontas     |
| Pounce         | Lince              | Pocahontas     |
| River          | Lobo               | Pocahontas     |
| Blossom        | Panda              | Mulan          |
| Lychee         | Pônei              | Mulan          |
| Plumdrop       | Gato               | Mulan          |
| Snowpaws       | Leopardo-das-neves | Mulan          |
| Alora          | Rinoceronte        | Mulan          |
| Chai           | Panda-vermelho     | Mulan          |
| Lily           | Gato               | Tiana          |
| Bayou          | Pônei              | Tiana          |
| Birdadette     | Pássaro            | Tiana          |
| Olive          | Cachorro           | Tiana          |
| Glimmer        | Gato               | Tiana          |
| Blondie        | Pônei              | Rapunzel       |
| Summer         | Gato               | Rapunzel       |
| Meadow         | Gambá              | Rapunzel       |
| Daisy          | Cachorro           | Rapunzel       |
| Gleam          | Cervo              | Rapunzel       |
| Sundrop        | Pavão              | Rapunzel       |
| Truffles       | Porco              | Rapunzel       |
| Cubbie         | Urso               | Rapunzel       |

## Revista
Em 25 de março de 2015 foi lançada pela Egmont Publishing a revista Disney Princess Palace Pets. 